# Erik Ohlqvist
Eric Lo Leifon Ohlqvist, född 24 september 1914 i Viby, Gustav Adolfs socken, Kristianstads län, död 25 juli 2004 i Göteborg, var en svensk målare.
Han var son till målaren Edvin Ohlqvist och Olga Widlund och från 1945 gift med Maj-Britt Ohlqvist född Davidsson samt bror till Magne Ohlqvist. Han studerade vid Académie de la Grande Chaumière 1950 och vid Académie Ranson 1951-1952 och under studieresor till bland annat Spanien, Italien, Afrika och de nordiska länderna. Separat ställde han bland annat ut i Kristianstad, Göteborg, Borås och Örebro. Hans konst består av stilleben, figurer och landskap i olja, pastell eller gouache. Han signerade sina arbeten med Erik Lo. Ohlqvist är representerad vid senaten i Washington och Brooklyns sjömanshus.